# Naïm Boujouh
Naïm Boujouh (1 oktober 1996) is een Belgisch voetballer die sinds 2022 uitkomt voor KSC Lokeren-Temse. Boujouh is een verdediger.

## Carrière
Boujouh genoot zijn jeugdopleiding bij Beerschot AC, KAA Gent, KV Oostende en Helmond Sport. Bij de Nederlandse club speelde hij geregeld mee in de Reservencompetitie. Na een jaar in Nederland haalde Lierse Kempenzonen hem terug naar België.
Op het einde van de voorbereiding op het seizoen 2018/19 scheurde Boujouh de ligamenten van zijn enkel, waardoor hij het na zijn herstel moeilijk had om zich in het elftal van de Pallieters te knokken. Boujouh speelde dat seizoen slechts acht officiële wedstrijden voor Lierse Kempenzonen, waarvan drie in de eindronde voor promotie. In het tussenseizoen verhuisde hij naar reeksgenoot Dessel Sport, waar hij meteen een vaste waarde werd. Het leverde hem in januari 2020 een transfer op naar een andere reeksgenoot, RWDM.
Boujouh debuteerde op 11 januari 2020 voor RWDM in de competitiewedstrijd tegen KSK Heist en mocht acht wedstrijden op rij volledig uitspelen. In maart 2020 werd de competitie vroegtijdig stilgelegd vanwege de coronapandemie. In het tussenseizoen promoveerde Boujouh met zijn club naar Eerste klasse B. Daar kwam hij nog nauwelijks in het stuk voor, waarop hij in juli 2021 transfervrij terugkeerde naar Dessel Sport.
In de zomer van 2022 verkaste Boujouh naar KSC Lokeren-Temse. Daar slaagde hij erin om via twee promoties op rij opnieuw aan te treden in de Challenger Pro League.

## Clubstatistieken
| Seizoen         | Club               | Land            | Competitie             | Competitie | Competitie | Beker | Beker | Supercup | Supercup | Europees | Europees | Totaal | Totaal |
| Seizoen         | Club               | Land            | Competitie             | Wed.       | Dlp.       | Wed.  | Dlp.  | Wed.     | Dlp.     | Wed.     | Dlp.     | Wed.   | Dlp.   |
| --------------- | ------------------ | --------------- | ---------------------- | ---------- | ---------- | ----- | ----- | -------- | -------- | -------- | -------- | ------ | ------ |
| 2018/19         | Lierse Kempenzonen | Vlag van België | Eerste klasse amateurs | 8          | 0          | 0     | 0     | —        | —        | —        | —        | 8      | 0      |
| 2019/20         | Dessel Sport       | Vlag van België | Eerste klasse amateurs | 15         | 0          | 4     | 0     | —        | —        | —        | —        | 19     | 0      |
| 2019/20         | RWDM               | Vlag van België | Eerste klasse amateurs | 8          | 0          | 0     | 0     | —        | —        | —        | —        | 8      | 0      |
| 2020/21         | RWDM               | Vlag van België | Eerste klasse B        | 9          | 0          | 0     | 0     | —        | —        | —        | —        | 9      | 0      |
| 2021/22         | Dessel Sport       | Vlag van België | Eerste nationale       | 0          | 0          | 0     | 0     | —        | —        | —        | —        | 0      | 0      |
| Carrière totaal | Carrière totaal    | Carrière totaal | Carrière totaal        | 40         | 0          | 4     | 0     | 0        | 0        | 0        | 0        | 44     | 0      |

Bijgewerkt op 7 juli 2021.
1 Merckx ·
2 El Banouhi ·
3 Dianganga ·
5 Boujouh ·
6 Brebels ·
7 Lambo ·
8 Van Hauter ·
9 Van Moerzeke ·
10 Soumaré ·
11 Myny ·
13 Gabriël ·
14 Janssen ·
15 Vinck ·
19 Ntamack ·
22 Tshimanga ·
25 Boonen ·
26 Vervaque ·
27 Bongiovanni ·
29 Spegelaere ·
30 Pérez ·
33 Van Elsuwege ·
35 Van Daele ·
39 Baert ·
44 Nainggolan ·
45 Seck ·
55 Van Aerschot ·
56 Vervacke ·
74 Fontaine ·
88 Prychynenko ·
97 Calant ·
Coach: Vreven